# Aspilota ecur
Aspilota ecur är en stekelart som beskrevs av Robert A.Wharton 2002. Aspilota ecur ingår i släktet Aspilota och familjen bracksteklar. Inga underarter finns listade.